# فاليريا شافاتا
فاليريا شافاتا (من مواليد 16 يناير 1959) هي سياسية من سان مارينو، والتي كانت نقيبًا مشاركًا (رئيس الدولة المشترك) لسان مارينو جنبًا إلى جنب مع لوكا بيكاري للفصل الدراسي من أبريل إلى سبتمبر 2014. وهي عضو في التحالف الشعبي لـ الديموقراطيون.

## التاريخ السياسي
شافاتا شغلت منصب القبطان المشارك جنبًا إلى جنب مع جيوفاني لونفيرنيني من أكتوبر 2003 إلى مارس 2004. في 27 يوليو 2006 أصبحت وزيرة داخلية سان مارينو. كانت ديمقراطية مسيحية لسنوات عديدة قبل أن تصبح عضوًا مؤسسًا في التحالف الشعبي في أوائل التسعينيات.